# Ронко (Новара)
Ронко је насеље у Италији у округу Новара, региону Пијемонт.
Према процени из 2011. у насељу је живело 20 становника. Насеље се налази на надморској висини од 309 м.